# Pál Sándor
Pál Sándor (Budapest, 19 de octubre de 1939) es un guionista, productor y director de cine húngaro. Dirigió 28 películas desde 1964. Su película de 1976 Herkulesfürdői emlék participó en el Festival de Berlín, donde ganó un Oso de Plata.

## Biografía
El 1964 se licenció en la Escuela Superior de Arte Dramático y Cinematografía de Budapest (Színház- és Filmművészeti Főiskola) e hizo cortometrajes en el estudio de Béla Balázs. Sus primeras películas de ficción están impreganadas de un humor bastante impresionante y una libertad de tono. Bohóc a falon (Clowns on the Wall), producida en 1967, es un trabajo sobre los problemas de la juventud, cerca del espíritu de las nuevas olas europeas. Szeressétek Ódor Emiliát! en 1969 y Sárika drágám (1971) continúan siendo películas sobre la nueva generación. Al mismo tiempo, la mejor película de Sándor durante este período fue sin duda Régi idők focija (Football of the Good Old Days, 1973), una crónica irónica de la vida y los sueños de un hombre corriente condenado, un judío, en los treinta, en el escenario de la pasión nacional por el futbol. Después aborda un registro más dramático, situando sus historias en el contexto de la historia húngara: las consecuencias de la caída de la República Soviética en 1919 con Herkulesfürdői emlék, Oso de plata en el Festival de Berlín de 1977; el sitio de Budapest el 1944 con Deliver Us from Evil (1978) o la revolución húngara de 1956 con Daniel Takes a Train (1985).
Pàl Sándor ha rodado dos películascon el actor fetiche de François Truffaut, Jean Pierre Léaud: Rinacsok el 1980 y Csak Egy mozi (1985).
Recibió el Premio Kossuth en 2009.

## Filmografía
- 1964 Terasz mínusz tíz fok
- 1965 Nagyfülű
- 1965 Három történet a romantikáról
- 1967 Clowns on the Wall (Bohóc a falon)
- 1967 A híd
- 1968 Bors
- 1969 Szeressétek Odor Emiliát!
- 1971 Sárika, drágám
- 1972 Add a kezed (Illés Show)
- 1973 Football of the Good Old Days (Régi idők focija)
- 1976 A Strange Role (Herkulesfürdöi emlék)
- 1977 Herkulesfürdői emlék
- 1978 Locomotiv GTv Show
- 1978 Deliver Us from Evil (Szabadíts meg a gonosztól!)
- 1981 Ripacsok
- 1982 Daniel Takes a Train (Szerencsés Dániel)
- 1985 Csak egy mozi
- 1988 Miss Arizona
- 1995 Ég a város, ég a ház is
- 2003 Európából Európába
- 2007 Noé bárkája
- 2018 Vándorszínészek

## Premios y distinciones
Festival Internacional de Cine de Berlín
| Año  | Categoría    | Película             | Resultado |
| ---- | ------------ | -------------------- | --------- |
| 1977 | Oso de Plata | Herkulesfürdöi emlék | Ganador   |